# Texel
Texel ( nizozemska izgovorjava: [ˈtɛsəl] (); Texels dialekt: Tessel ) je občina in otok s 13.643 prebivalci v Severni Holandiji na Nizozemskem. Je največji in najbolj poseljen otok Zahodnofrizijskih otokov v Vadenskem morju . Otok se nahaja severno od Den Helderja, severovzhodno od Noorderhaaksa in jugozahodno od Vlielanda.

## Ime
Ime Texel je frizijsko, a zaradi zgodovinskih sprememb zvoka v nizozemščini, kjer so bili vsi zvoki -x- zamenjani z zvoki -s- (primerjajte na primer angleško lisico, frizijsko fokse, nemško Fuchs z nizozemsko vos ), je ime običajno izgovorjeno Tessel v nizozemščini.

## Zgodovina
Poplava vseh svetih (1170) je ustvarila otoka Texel in Wieringen iz Severne Holandije. V 13. stoletju je bila Ada, grofica Holandska, ujetnica na Texelu pri njenem stricu Viljemu I., grofu Holandskem.
Texel je leta 1415 dobil mestne pravice .
Texel je sodeloval v bitki pri Scheveningenu (1653) med prvo anglo-nizozemsko vojno in v bitki pri Texelu (1673) med tretjo anglo-nizozemsko vojno .
Med ameriško revolucijo je Texel uporabil kot pristanišče John Paul Jones po bitki pri Flamborough Headu ob obali Yorkshire septembra 1779. V tej akciji je Jones premagal in ujel britansko ladjo Serapis, ki jo je odplul v Texel na nujno potrebna popravila. Ta dogodek je še dodatno zapletel anglo-nizozemske odnose.
Leta 1797 je bil Texel vpleten v bitko pri Camperdownu med francoskimi revolucionarnimi vojnami .
Med prvo svetovno vojno leta 1914 se je ob obali Texela odvijala bitka pri Texelu.
V noči na 31. avgust 1940 je bilo morje severozahodno od Texela prizorišče potopitve dveh britanskih rušilcev in hude poškodbe tretjega zaradi nemških min v tako imenovani katastrofi Texel.

### Moderna zgodovina
Malo pred koncem druge svetovne vojne, februarja 1945, je bil na otoku nameščen 822. gruzijski bataljon. Ta bataljon, sestavljen iz 400 Nemcev in 800 gruzijskih prostovoljcev (vključno z velikim številom sovjetskih vojnih ujetnikov), je bil zadolžen za boj proti zaveznikom.
Aprila 1945 je med Gruzijci prišlo do velikega upora. Ta upor Gruzijcev, znan tudi kot "ruska vojna", je bil uperjen proti nemškim poveljnikom, ki so takrat izgubljali vojno. Na upor so odgovorili z nemško protiofenzivo, ki bo trajala vse do nemške predaje v Wageningenu 5. maja 1945. Šele 20. maja so kanadski vojaki prispeli na Texel in 'zadnje evropsko bojišče' je bilo osvobojeno. Med gruzijskimi uporniki, nemškimi vojaki in civilnim prebivalstvom Texela je bilo skupaj ubitih najmanj 1000 ljudi. Na stotine Gruzijcev, ki so umrli v boju proti Nemcem, je pokopanih na posebnem pokopališču na Texelu, splošno znanem kot "rusko pokopališče". 

## Geografija
Občina se nahaja severno od celine province Severna Holandija in zahodno od celine province Frizije. Otok Texel se nahaja severno od mesta Den Helder, severovzhodno od nenaseljenega otoka Noorderhaaks, ki je del občine, in jugozahodno od otoka Vlieland .
Otok vključuje sedem vasi:
- De Koog
- De Waal
- Den Burg
- Den Hoorn
- Oosterend
- Oudeschild

Otok Texel je bil prvotno sestavljen iz dveh otokov, Texel na jugu in Eierland na severovzhodu, ki sta bila povezana z plitvinami . V zgodnjem sedemnajstem stoletju so bili otoki povezani z nasipom, da Severno morje prepreči pustošenje obalnih območij pravega Texela. Sredi 19. stoletja je polder dokončal severno polovico otoka. Danes Texel tvori največjo naravno pregrado med Severnim morjem in Vatskim morjem.
Pokrajina sipin vzdolž zahodne obale otoka je zaščitena kot sipine narodnega parka Texel .

### Pokrajina
Otok je 23.7 km dolg in 9,6 km širok, njegova površina je 169,82 kvadratnih kilometrov. Najvišja točka otoka ni, kot bi lahko domnevali, de Hoge Berg (15 m nadmorske višine), ampak sipina "Bertusnol" (tudi "Nol van Bertus"), ki se nahaja v narodnem parku Sipin Texel., na 19,6 m. Pokrajina sipin na Texelu je edinstven habitat za prostoživeče živali. Pomembna območja vključujejo De Slufter, kjer prihaja plima in se sreča s sipinami, kar tvori močvirno okolje, bogato s favno in rastlinstvom. Texel je znan po svojih divjih živalih, zlasti pozimi, ko se naselijo ptice ujede in gosi . Približno ena tretjina Texela je zaščiten naravni rezervat. Mokrišče, imenovano Utopia, je bilo zasnovano za gnezdenje ptic 

## Galerija
- Narodni park Sipine Texel
- Pokrajina na Texelu
- De Koog - Koogerstrand - Pogled na severozahod
- Sipine na Texelu
- Plaža na otoku Texel
- Sipine  na Texelu
- Izlet v naravo in okolje v De Slufter
- Texel
- Pogled iz zraka na De Slufter
- Severna konica Texela ( Vlieland v daljavi)

## Prevoz
Prevoz po otoku je običajno s kolesom, avtobusom (Texelhopper) ali avtomobilom. Texel ima obsežno mrežo kolesarskih stez. Prevoz do Texela je najlažji z zelo kratkim trajektom Royal TESO ), iz Den Helderja ali z letalom preko mednarodnega letališča Texel. 

## Glavne gospodarske dejavnosti
Texel je v zadnjih desetletjih postal turistično letovišče, tako sta turizem in gostinstvo postala glavni gospodarski dejavnosti na otoku. Za premožnejše prebivalce velikih nizozemskih, predvsem Holandskih mest, so vasi na otoku postale cilj počitnic in oddiha skoraj celo leto. Otok nudi številne kolesarske steze, kampe, majhne hotele in prenočišča kot tudi pestro izbiro restavracij, kjer se najde nekaj za vsakogar. Tako so priljubljene družinske restavracije kot npr. Catharinahoeve  ali ribje restavracije s svežimi ribami kot je Havenzicht. V pestri ponudbi so tudi številne Texelške specialitete, kot so: domači sir, TX Gin in zeliščni bitter Juttertje, ter lokalno pivo Texel. Kot zanimivost lahko na otoku pri vasi Den Burg najdete tudi verjetno najsevernejši vinograd in vinsko klet. Lokalno kmetijstvo (ovčereja) so skozi stoletja kombinirali z morskim ribištvom, ki je sedaj skoraj izumrlo. Kmetijstvo pa zalaga lokalno gostinstvo.